# Alcanale monoossigenasi (legata ad FMN)
La alcanale monoossigenasi (legata ad FMN) è un enzima appartenente alla classe delle ossidoreduttasi, che catalizza la seguente reazione:
RCHO + FMN ridotta + O2 ⇄ RCOOH + FMN + H2O + hν
La sequenza della reazione comprende l'incorporazione di una molecola di ossigeno all'interno di FMN ridotta, con conseguente reazione con l'aldeide, che contribuisce ad attivare il complesso FMN-H2O che si rompe generando luce. L'enzima è altamente specifico per FMN ridotta e per aldeidi alifatiche a lunga catena (con otto o più carboni).